# Верхнее Падозеро
Верхнее Падозеро — пресноводное озеро на территории Чалнинского сельского поселения Пряжинского района Республики Карелии.

## Общие сведения
Площадь озера — 4,4 км², площадь водосборного бассейна — 84,8 км². Располагается на высоте 74,2 метров над уровнем моря.
Форма озера продолговатая: оно почти на три километра вытянуто с севера на юго. Берега преимущественно заболоченные.
С южной стороны озера вытекает безымянная протока, впадающая в Нижнее Падозеро — исток реки Задней, впадающей в реку Чалны, приток реки Шуи.
С юго-запада в озеро впадает река Паданоя.
По центру озера расположен один относительно крупный (по масштабам водоёма) остров без названия.
Населённые пункты и автодороги вблизи водоёма отсутствуют.
Код объекта в государственном водном реестре — 01040100111102000017396.